# Gusla Peak
Der Gusla Peak (englisch; bulgarisch връх Гусла wrach Gusla) ist ein 1200 m hoher Berg an der Nordenskjöld-Küste des Grahamlands auf der Antarktischen Halbinsel. Er ragt 4,88 km südsüdwestlich des Kavlak Peak, 8,02 km westsüdwestlich des Mount Elliott, 9,77 km nordöstlich des Batkun Peak und 24,63 km ostsüdöstlich des Baldwin Peak auf. Der Desudawa-Gletscher liegt nördlich und östlich von ihm, der Borjana-Gletscher südlich.
Britische Wissenschaftler kartierten ihn 1978. Die bulgarische Kommission für Antarktische Geographische Namen benannte ihn 2010 nach einer Ortschaft im Nordosten Bulgariens.